# Serie A2 2011-2012 (pallanuoto maschile)
La Serie A2 2011-2012 è stata la 28ª edizione di questo torneo, che dal 1985 rappresenta il secondo livello del campionato italiano maschile di pallanuoto.
La regular season si è disputata dal 19 novembre 2011 al 2 giugno 2012, a seguire sono scattate le fasi di Play-off e Play-out, partite il 9 giugno e conclusesi con la gara 3 delle finali promozione il 30 giugno.
Le squadre provenienti dalla Serie A1 erano la Rari Nantes Imperia e la Lazio. Le quattro neopromosse della serie B sono state Como, al ritorno nella categoria dopo appena una stagione, Verona, alla seconda esperienza dopo quella del 2006 e le esordienti Roma 2007 e Simply Pescara. La Payton Bari, retrocessa ai play-out nella stagione precedente, è stata ripescata grazie al passaggio in A1 del Civitavecchia.
I Play-off hanno sancito la promozione delle due squadre che hanno dominato la regular season nel girone Sud: la Lazio, che ha riconquistato la massima serie dopo una sola stagione, e la Promogest Quartu, che ha raggiunto il traguardo della Serie A1 per la prima volta.

Payton Bari e Sport Management Verona, entrambe sconfitte in gara 3 delle finali Play-out, sono retrocesse in Serie B insieme a Bergamo e Simply Pescara, retrocesse direttamente al termine della stagione regolare.

## Squadre partecipanti

### Girone Nord
| Club              | Città         | Piscina                                         | Stagione 2010-2011                                     |
| ----------------- | ------------- | ----------------------------------------------- | ------------------------------------------------------ |
| Bergamo           | Bergamo       | Piscina Italcementi                             | 8ª nel girone Nord di Serie A2                         |
| Brescia           | Brescia       | Piscina Palasystema                             | 10ª nel girone Nord di Serie A2; salva ai Play-out     |
| Chiavari          | Chiavari (GE) | Piscina Mario Ravera                            | 7ª nel girone Nord di Serie A2                         |
| Como              | Como          | Piscina olimpica Muggiò                         | 1ª nel girone 2 di Serie B; promossa ai Play-off       |
| Imperia           | Imperia       | Piscina Felice Cascione                         | 12ª in Serie A1; retrocessa                            |
| Plebiscito Padova | Padova        | Centro sportivo del Plebiscito                  | 5ª nel girone Nord di Serie A2                         |
| President Bologna | Bologna       | Centro sportivo dello Sterlino                  | 1ª nel girone Nord di Serie A2; finalista Play-off     |
| Quinto            | Genova        | Piscina Pio Parma                               | 6ª nel girone Nord di Serie A2                         |
| Sori              | Sori (GE)     | Piscina comunale di Sori                        | 9ª nel girone Nord di Serie A2                         |
| Torino '81        | Torino        | Piscina Stadio Monumentale                      | 2ª nel girone Nord di Serie A2; finalista Play-off     |
| Trieste           | Trieste       | Polo Natatorio Città di Trieste "Bruno Bianchi" | 3ª nel girone Nord di Serie A2; semifinalista Play-off |
| Sport Management  | Verona        | Centro Natatorio Eugenio Dugoni (MN)            | 2ª nel girone 2 di Serie B; promossa ai Play-off       |

### Girone Sud
| Club              | Città                  | Piscina                                 | Stagione 2010-2011                                     |
| ----------------- | ---------------------- | --------------------------------------- | ------------------------------------------------------ |
| Acicastello       | Aci Castello (CT)      | Piscina di Nesima (CT)                  | 9ª nel girone Sud di Serie A2                          |
| Cagliari          | Cagliari               | Piscina Rari Nantes "Su Siccu"          | 4ª nel girone Nord di Serie A2; semifinalista Play-off |
| Canottieri Napoli | Napoli                 | Piscina Felice Scandone                 | 6ª nel girone Sud di Serie A2                          |
| Lazio             | Roma                   | Stadio Olimpico del Nuoto               | 11ª in Serie A1; retrocessa                            |
| Muri Antichi      | Tremestieri Etneo (CT) | Piscina di Nesima (CT)                  | 10ª nel girone Sud di Serie A2; salva ai Play-out      |
| Payton Bari       | Bari                   | Piscina comunale di Bari                | 11ª nel girone Sud di Serie A2; retrocessa ai Play-out |
| Promogest         | Quartu Sant'Elena (CA) | Piscina Centro Nuoto                    | 7ª nel girone Sud di Serie A2                          |
| Olympic Roma      | Roma                   | Stadio Olimpico del Nuoto               | 1ª nel girone 3 di Serie B; promossa ai Play-off       |
| Roma Vis Nova     | Roma                   | Piscina Santa Maria                     | 5ª nel girone Sud di Serie A2                          |
| Salerno           | Salerno                | Piscina Simone Vitale                   | 8ª nel girone Sud di Serie A2                          |
| Simply Pescara    | Pescara                | Piscina delle Naiadi                    | 2ª nel girone 3 di Serie B; promossa ai Play-off       |
| Telimar Palermo   | Palermo                | Piscina olimpionica comunale di Palermo | 4ª nel girone Sud di Serie A2; semifinalista Play-off  |

## Regular season

### Girone Nord

#### Classifica
|  |     | Regular season 2011-2012 | Pti | G  | V  | N | P  | GF  | GS  | DR  |
|  | --- | ------------------------ | --- | -- | -- | - | -- | --- | --- | --- |
|  | 1.  | Brescia                  | 48  | 22 | 15 | 3 | 4  | 232 | 168 | +64 |
|  | 2.  | Torino '81               | 47  | 22 | 14 | 5 | 3  | 207 | 173 | +34 |
|  | 3.  | President Bologna        | 36  | 22 | 11 | 3 | 8  | 206 | 200 | +6  |
|  | 4.  | Trieste                  | 32  | 22 | 10 | 2 | 10 | 172 | 168 | +4  |
|  | 5.  | Quinto                   | 32  | 22 | 9  | 5 | 8  | 181 | 178 | +3  |
|  | 6.  | Como                     | 32  | 22 | 10 | 2 | 10 | 198 | 214 | -16 |
|  | 7.  | Chiavari                 | 30  | 22 | 9  | 3 | 10 | 186 | 172 | +14 |
|  | 8.  | Plebiscito Padova        | 30  | 22 | 9  | 3 | 10 | 170 | 178 | -8  |
|  | 9.  | Sori                     | 27  | 22 | 8  | 3 | 11 | 161 | 174 | -13 |
|  | 10. | Imperia                  | 25  | 22 | 7  | 4 | 11 | 169 | 192 | -23 |
|  | 11. | Sport Management         | 22  | 22 | 6  | 4 | 12 | 197 | 216 | -19 |
|  | 12. | Bergamo                  | 16  | 22 | 5  | 1 | 16 | 178 | 224 | -46 |

#### Calendario e risultati
| 19-11-11 | 1ª giornata          | 10-03-12 |
| 8-9      | Como - Brescia       | 6-13     |
| 9-7      | Imperia - Chiavari   | 4-6      |
| 12-13    | Plebiscito - Bergamo | 4-6      |
| 10-7     | Quinto - President   | 11-10    |
| 3-5      | Sori - Trieste       | 6-6      |
| 12-11    | Torino - Verona      | 8-6      |

| 10-12-11 | 4ª giornata          | 21-04-12 |
| 9-12     | Bergamo - Sori       | 7-12     |
| 14-9     | Brescia - President  | 11-10    |
| 6-8      | Chiavari - Como      | 12-10    |
| 7-5      | Imperia - Plebiscito | 8-8      |
| 9-10     | Trieste - Torino     | 12-15    |
| 11-11    | Verona - Quinto      | 10-9     |

| 04-02-12 | 7ª giornata          | 05-05-12 |
| 6-8      | Bergamo - Trieste    | 6-9      |
| 15-9     | Brescia - Verona     | 6-8      |
| 8-7      | Como - Plebiscito    | 8-14     |
| 8-8      | President - Chiavari | 9-8      |
| 5-5      | Quinto - Torino      | 8-8      |
| 12-10    | Sori - Imperia       | 10-11    |

| 25-02-12 | 10ª giornata           | 26-05-12 |
| 10-10    | Chiavari - Verona      | 12-8     |
| 13-12    | Como - Sori            | 5-9      |
| 8-6      | Imperia - Bergamo      | 8-5      |
| 8-8      | Plebiscito - President | 7-10     |
| 5-7      | Quinto - Trieste       | 6-9      |
| 11-9     | Torino - Brescia       | 10-13    |

| 26-11-11 | 2ª giornata         | 17-03-12 |
| 8-9      | Bergamo - Como      | 9-14     |
| 9-7      | Brescia - Quinto    | 6-9      |
| 7-7      | Chiavari - Torino   | 5-7      |
| 8-6      | President - Sori    | 7-12     |
| 8-7      | Trieste - Imperia   | 7-6      |
| 9-8      | Verona - Plebiscito | 7-8      |

| 17-12-11 | 5ª giornata         | 28-04-12 |
| 9-9      | Brescia - Trieste   | 8-6      |
| 13-11    | Como - Imperia      | 9-8      |
| 6-8      | Plebiscito - Torino | 9-9      |
| 13-7     | President - Bergamo | 7-13     |
| 11-9     | Quinto - Chiavari   | 8-13     |
| 10-7     | Sori - Verona       | 6-6      |

| 24-03-12 | 8ª giornata         | 12-05-12 |
| 5-7      | Chiavari - Brescia  | 7-12     |
| 7-7      | Imperia - President | 8-7      |
| 6-7      | Plebiscito - Quinto | 8-7      |
| 9-5      | Torino - Sori       | 10-4     |
| 10-8     | Trieste - Como      | 9-7      |
| 10-10    | Verona - Bergamo    | 11-12    |

| 03-03-12 | 11ª giornata         | 02-06-12 |
| 9-10     | Bergamo - Torino     | 9-11     |
| 11-4     | Brescia - Plebiscito | 9-10     |
| 14-6     | President - Como     | 15-12    |
| 6-5      | Sori - Quinto        | 4-7      |
| 11-8     | Trieste - Chiavari   | 4-5      |
| 8-9      | Verona - Imperia     | 11-9     |

| 03-12-11 | 3ª giornata           | 14-04-12 |
| 11-8     | Como - Verona         | 9-6      |
| 13-11    | Plebiscito - Chiavari | 6-9      |
| 11-8     | President - Trieste   | 5-4      |
| 10-9     | Quinto - Bergamo      | 11-13    |
| 8-8      | Sori - Brescia        | 2-12     |
| 10-6     | Torino - Imperia      | 12-5     |

| 21-12-11 | 6ª giornata          | 02-05-12 |
| 8-14     | Bergamo - Brescia    | 7-12     |
| 12-6     | Chiavari - Sori      | 7-8      |
| 6-6      | Imperia - Quinto     | 7-10     |
| 7-10     | Torino - Como        | 9-9      |
| 10-11    | Trieste - Plebiscito | 5-6      |
| 11-13    | Verona - President   | 10-12    |

| 18-02-12 | 9ª giornata        | 19-05-12 |
| 4-10     | Bergamo - Chiavari | 2-9      |
| 15-5     | Brescia - Imperia  | 10-10    |
| 11-10    | President - Torino | 5-9      |
| 12-9     | Quinto - Como      | 6-6      |
| 6-7      | Sori - Plebiscito  | 2-3      |
| 11-9     | Verona - Trieste   | 9-7      |

### Girone Sud

#### Classifica
|  |     | Regular season 2011-2012 | Pti | G  | V  | N | P  | GF  | GS  | DR  |
|  | --- | ------------------------ | --- | -- | -- | - | -- | --- | --- | --- |
|  | 1.  | Lazio                    | 56  | 22 | 18 | 2 | 2  | 256 | 190 | +66 |
|  | 2.  | Promogest                | 56  | 22 | 18 | 2 | 2  | 266 | 176 | +90 |
|  | 3.  | Telimar Palermo          | 39  | 22 | 13 | 0 | 9  | 258 | 227 | +31 |
|  | 4.  | Roma Vis Nova            | 37  | 22 | 10 | 7 | 5  | 214 | 202 | +12 |
|  | 5.  | Acicastello              | 33  | 22 | 10 | 3 | 9  | 210 | 203 | +7  |
|  | 6.  | Olympic Roma             | 31  | 22 | 9  | 4 | 9  | 227 | 230 | -3  |
|  | 7.  | Canottieri Napoli        | 31  | 22 | 9  | 4 | 9  | 182 | 188 | -6  |
|  | 8.  | Salerno                  | 30  | 22 | 9  | 3 | 10 | 197 | 196 | +1  |
|  | 9.  | Cagliari                 | 27  | 22 | 8  | 3 | 11 | 208 | 205 | +3  |
|  | 10. | Muri Antichi             | 24  | 22 | 7  | 3 | 12 | 175 | 222 | -47 |
|  | 11. | Payton Bari              | 12  | 22 | 3  | 3 | 16 | 190 | 249 | -59 |
|  | 12. | Simply Pescara           | 2   | 22 | 0  | 2 | 20 | 148 | 243 | -95 |

#### Calendario e risultati
| 19-11-11 | 1ª giornata                | 10-03-12 |
| 10-5     | Acicastello - Salerno      | 5-10     |
| 11-3     | Cagliari - Payton          | 10-6     |
| 15-10    | Lazio - Promogest          | 8-12     |
| 8-12     | Muri Antichi - Vis Nova    | 9-9      |
| 7-9      | Simply Pescara - Roma 2007 | 10-11    |
| 13-5     | Telimar - Can. Napoli      | 6-7      |

| 10-12-11 | 4ª giornata              | 21-04-12 |
| 11-6     | Lazio - Simply Pescara   | 13-4     |
| 8-12     | Payton - Acicastello     | 9-15     |
| 12-7     | Promogest - Muri Antichi | 15-4     |
| 12-8     | Roma 2007 - Cagliari     | 11-11    |
| 10-14    | Salerno - Telimar        | 6-7      |
| 11-12    | Vis Nova - Can. Napoli   | 8-9      |

| 04-02-12 | 7ª giornata                   | 05-05-12 |
| 7-11     | Cagliari - Lazio              | 9-13     |
| 11-11    | Can. Napoli - Promogest       | 5-12     |
| 8-8      | Muri Antichi - Simply Pescara | 7-3      |
| 9-9      | Roma 2007 - Payton            | 12-10    |
| 8-9      | Telimar - Acicastello         | 13-16    |
| 6-5      | Vis Nova - Salerno            | 9-9      |

| 25-02-12 | 10ª giornata                 | 26-05-12 |
| 10-10    | Acicastello - Vis Nova       | 8-8      |
| 11-6     | Lazio - Roma 2007            | 10-9     |
| 9-6      | Muri Antichi - Cagliari      | 10-9     |
| 10-11    | Promogest - Salerno          | 16-6     |
| 6-6      | Simply Pescara - Can. Napoli | 8-10     |
| 16-13    | Telimar - Payton             | 13-12    |

| 26-11-11 | 2ª giornata              | 17-03-12 |
| 8-8      | Can. Napoli - Cagliari   | 7-10     |
| 12-13    | Payton - Lazio           | 8-13     |
| 12-9     | Promogest - Acicastello  | 9-4      |
| 14-8     | Roma 2007 - Muri Antichi | 9-11     |
| 7-5      | Salerno - Simply Pescara | 9-5      |
| 13-8     | Vis Nova - Telimar       | 9-8      |

| 17-12-11 | 5ª giornata                  | 28-04-12 |
| 10-10    | Cagliari - Salerno           | 9-8      |
| 7-11     | Can. Napoli - Roma 2007      | 8-9      |
| 7-13     | Muri Antichi - Lazio         | 6-11     |
| 7-10     | Simply Pescara - Acicastello | 1-14     |
| 9-14     | Telimar - Promogest          | 11-17    |
| 13-7     | Vis Nova - Payton            | 11-10    |

| 24-03-12 | 8ª giornata              | 12-05-12 |
| 10-7     | Acicastello - Cagliari   | 7-11     |
| 13-9     | Lazio - Can. Napoli      | 7-6      |
| 8-8      | Payton - Muri Antichi    | 9-7      |
| 14-6     | Promogest - Vis Nova     | 9-8      |
| 11-7     | Salerno - Roma 2007      | 11-12    |
| 10-11    | Simply Pescara - Telimar | 7-19     |

| 03-03-12 | 11ª giornata               | 02-06-12 |
| 11-8     | Cagliari - Telimar         | 13-18    |
| 14-6     | Can. Napoli - Muri Antichi | 9-7      |
| 11-11    | Payton - Promogest         | 5-12     |
| 10-12    | Salerno - Lazio            | 10-13    |
| 9-11     | Roma 2007 - Acicastello    | 15-19    |
| 14-13    | Vis Nova - Simply Pescara  | 11-8     |

| 03-12-11 | 3ª giornata                | 14-04-12 |
| 5-11     | Acicastello - Lazio        | 13-13    |
| 10-11    | Cagliari - Vis Nova        | 8-10     |
| 7-6      | Can. Napoli - Payton       | 13-4     |
| 7-8      | Muri Antichi - Salerno     | 9-14     |
| 5-10     | Simply Pescara - Promogest | 6-14     |
| 16-12    | Telimar - Roma 2007        | 9-12     |

| 21-12-11 | 6ª giornata                | 02-05-12 |
| 8-10     | Acicastello - Muri Antichi | 6-10     |
| 12-13    | Lazio - Telimar            | 14-11    |
| 14-10    | Payton - Simply Pescara    | 10-7     |
| 10-5     | Promogest - Cagliari       | 11-10    |
| 8-8      | Roma 2007 - Vis Nova       | 10-10    |
| 8-8      | Salerno - Can. Napoli      | 3-6      |

| 18-02-12 | 9ª giornata               | 19-05-12 |
| 9-6      | Cagliari - Simply Pescara | 16-6     |
| 7-5      | Can. Napoli - Acicastello | 10-14    |
| 10-14    | Roma 2007 - Promogest     | 10-11    |
| 14-8     | Salerno - Payton          | 12-8     |
| 12-8     | Telimar - Muri Antichi    | 15-7     |
| 10-12    | Vis Nova - Lazio          | 7-7      |

## Play-off

### Tabellone 1
|  | Semifinali | Semifinali        | Semifinali    | Semifinali | Semifinali |  |  | Finale | Finale    | Finale    | Finale | Finale |  |
|  |            |                   |               |            |            |  |  |        |           |           |        |        |  |
|  | 1N         | Brescia           | Brescia       | 11         | 10         |  |  |        |           |           |        |        |  |
|  | 4S         | Roma Vis Nova     | Roma Vis Nova | 8          | 7          |  |  | 1N     | Brescia   | Brescia   | 8      | 5      |  |
|  | 2S         | Promogest         | 7             | 10         | 8          |  |  | 2S     | Promogest | Promogest | 14     | 6      |  |
|  | 3N         | President Bologna | 9             | 8          | 4          |  |  |        |           |           |        |        |  |

#### Semifinali
- Gara 1

| Arbitri: | Brasiliano Sponza |

|            |           |                         |
| 5: Foresti | Marcatori | 2: Africano, Vittorioso |

| Arbitri: | Ricciotti Severo |

|            |           |                |
| 4: Brlečić | Marcatori | 3: G.Ferreccio |

- Gara 2

| Arbitri: | Alfi Lo Dico |

|               |           |              |
| 3: Vittorioso | Marcatori | 4: Di Pilato |

| Arbitri: | D.Bianco L.Bianco |

|                |           |             |
| 3: G.Ferreccio | Marcatori | 3: M.Luongo |

- Gara 3

| Arbitri: | Pascucci Alfi |

|                      |           |                                                 |
| 3: Ercolano, Brlečić | Marcatori | 1: Zanetić, Dello Margio, G.Ferreccio, Poggioli |

#### Finale
- Gara 1

| Arbitri: | Lo Dico Savarese |

|                         |           |             |
| 2: Pederzoli, G.Foresti | Marcatori | 7: M.Luongo |

- Gara 2

| Arbitri: | Severo Taccini |

|            |           |            |
| 3: Brlečić | Marcatori | 3: Maitini |

### Tabellone 2
|  | Semifinali | Semifinali      | Semifinali      | Semifinali | Semifinali |  |  | Finale | Finale          | Finale | Finale | Finale |  |
|  |            |                 |                 |            |            |  |  |        |                 |        |        |        |  |
|  | 1S         | Lazio           | 10              | 4          | 10         |  |  |        |                 |        |        |        |  |
|  | 4N         | Trieste         | 8               | 6          | 8          |  |  | 1S     | Lazio           | 11     | 13     | 12     |  |
|  | 2N         | Torino '81      | Torino '81      | 10         | 7          |  |  | 3S     | Telimar Palermo | 9      | 15     | 6      |  |
|  | 3S         | Telimar Palermo | Telimar Palermo | 11         | 8          |  |  |        |                 |        |        |        |  |

#### Semifinali
- Gara 1

| Arbitri: | Pinato Centineo |

|             |           |                |
| 5: Leporale | Marcatori | 2: F.Ferreccio |

| Arbitri: | Saeli Rovida |

|                                      |           |           |
| 2: Bartolocci, Vukšanović, Mattesini | Marcatori | 4: Zubčić |

- Gara 2

| Arbitri: | Calabrò Pascucci |

|                         |           |                                        |
| 2: Pappacena, Henriques | Marcatori | 1: Nieves, Latini, Castello, Maddaluno |

| Arbitri: | Bianchi Petronilli |

|             |           |              |
| 3: Di Patti | Marcatori | 3: Mattesini |

- Gara 3

| Arbitri: | Collantoni Bensaia |

|             |           |                        |
| 4: Leporale | Marcatori | 2: Petronio, Henriques |

#### Finale
- Gara 1

| Arbitri: | Ceccarelli De Meo |

|           |           |             |
| 5: Gianni | Marcatori | 3: Di Patti |

- Gara 2

| Arbitri: | Gomez Rovida |

|           |           |             |
| 5: Zubčić | Marcatori | 4: Leporale |

- Gara 3

| Arbitri: | Pinato De Chiara |

|           |           |             |
| 3: Latini | Marcatori | 3: Di Patti |

## Play-out
|                                 | Gara 1 | Gara 2 | Gara 3 | Tot. |
| ------------------------------- | ------ | ------ | ------ | ---- |
| Imperia - Payton Bari           | 8-5    | 10-11  | 11-10  | 2-1  |
| Muri Antichi - Sport Management | 11-8   | 7-8    | 16-13  | 2-1  |

### Risultati
- Gara 1

| Arbitri: | Taccini Colombo |

|             |           |                |
| 5: Giordano | Marcatori | 2: Di Pasquale |

| Arbitri: | Congiu De Meo |

|                                            |           |                    |
| 2: Carchiolo, Herceg, P.Alessi, Spampanato | Marcatori | 2: Delas, Boldrini |

- Gara 2

| Arbitri: | De Chiara Ercoli |

|          |           |             |
| 4: Patti | Marcatori | 4: Giordano |

| Arbitri: | Castagola Pinato |

|          |           |           |
| 4: Delas | Marcatori | 3: Herceg |

- Gara 3

| Arbitri: | Bianchi Saeli |

|           |           |           |
| 3: Emmolo | Marcatori | 3: Foglio |

| Arbitri: | Brasiliano Bianco |

|              |           |                                |
| 4: Simonetti | Marcatori | 3: Boldrini, F.Rocchi, Carippo |

## Verdetti
- Lazio e  Promogest promosse in Serie A1.
- Sport Management,  Payton Bari,  Bergamo e  Simply Pescara retrocesse in Serie B.